# Plesionika miles
Plesionika miles är en kräftdjursart som först beskrevs av Alphonse Milne-Edwards 1883.  Plesionika miles ingår i släktet Plesionika och familjen Pandalidae. Inga underarter finns listade i Catalogue of Life.